# معركة السن
كانت معركة السن مواجهة عسكرية في الحرب العالمية الأولى بين القوات الأنغلو - الهندية والعثمانية. وقد وقعت هذه المعركة في 28 سبتمبر 1915، أثناء حملة بلاد الرافدين.